# Uteopsis
Uteopsis is een geslacht van sponsdieren uit de klasse van de Calcarea (kalksponzen).

## Soort
- Uteopsis argentea (Poléjaeff, 1883)